# Xã Willow, Quận Woodbury, Iowa
Xã Willow (tiếng Anh: Willow Township) là một xã thuộc quận Woodbury, tiểu bang Iowa, Hoa Kỳ. Năm 2010, dân số của xã này là 437 người.